# تیپ نیروی ویژه صابرین
تیپ نیروی ویژهٔ صابرین یا یگان ویژه صابرین مجموعه‌ای از گردان‌های تکاوری نیروی زمینی سپاه پاسداران است، که نیروی انسانی آن به منظور انجام عملیات‌های ویژه آموزش داده می‌شوند. این یگان در سال ۱۳۷۹ توسط سپاه پاسداران انقلاب اسلامی به منظور مبارزه با تروریسم شکل گرفت و در ابتدای شکل‌گیری، نیروهای آن توسط تیپ ۶۵ نوهد آموزش داده می‌شدند. هم‌اکنون سرتیپ‌دوم پاسدار احمدعلی فیض‌اللهی فرماندهی تیپ تکاور صابرین را برعهده دارد. 

## تاریخچه

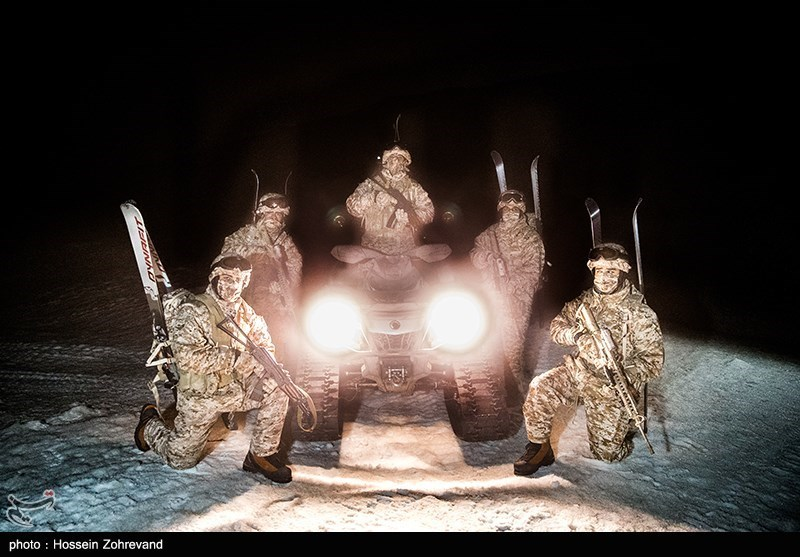
آموزش رزمی برفی نیروهای ویژه سپاه پاسداران انقلاب اسلامی

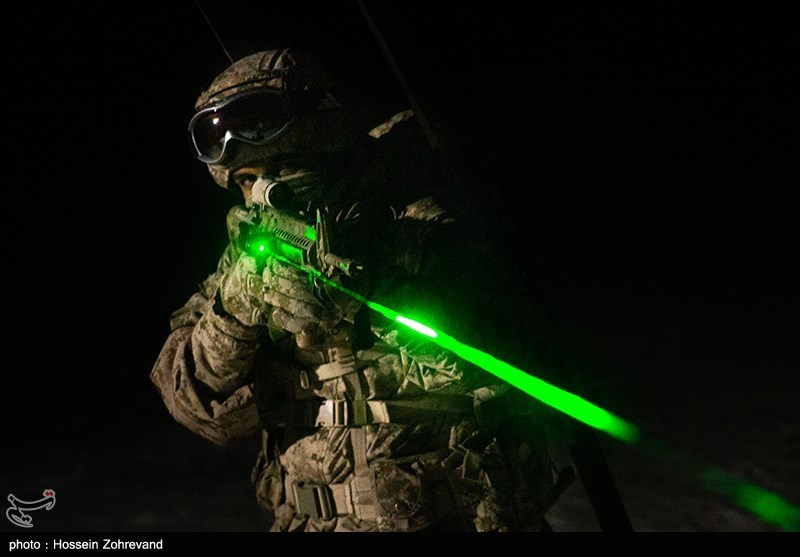
عکس یک سرباز نیرو های ویژه سپاه پاسداران انقلاب اسلامی

سپاه پاسداران انقلاب اسلامی در سال ۱۳۷۹ با هدف آموزش نیروهایی با قابلیت انجام عملیات‌های ویژه، اقدام به تشکیل یگانی تحت عنوان نیروی مخصوص صابرین نمود. نخستین گروه از نیروهای این یگان، توسط نیروی زمینی ارتش آموزش داده شدند. هم‌اکنون یکی از یگانهای نیروی مخصوص نیروی زمینی سپاه پاسداران، یگان ویژه صابرین است.

### مبارزه با پژاک
به دنبال گسترش فعالیت‌های گروه پژاک در غرب ایران، در اواخر دهه ۱۳۷۰ و اوایل دههٔ ۱۳۸۰ سپاه پاسداران انقلاب اسلامی تصمیم گرفت تا یگانی از نیروهای ویژه را برای انجام عملیات‌های ویژه و مقابله با تروریسم، تشکیل دهد. درگیری‌های این یگان با گروه پژاک نیز تا سال ۱۳۹۰ ادامه داشت.

### مبارزه با جیش‌الظلم
پس از ربوده شدن ۵ مرزبان ایرانی در سال ۱۳۹۲ در مرز سراوان، سپاه پاسداران مسئولیت تأمین امنیت مرز جنوب شرقی کشور را برعهده گرفت و این یگان را برای مقابله با گروه جیش‌الظلم، به استان سیستان و بلوچستان فرستاد.

### مبارزه با داعش
این یگان با به وجود آمدن داعش در عراق و سوریه، بعنوان نیروهای مخصوص، توسط فرماندهی کل سپاه پاسداران، به این مناطق فرستاده شد.

## ریشهٔ نام
به گفته سرلشکر پاسدار محمد پاکپور؛ فرمانده کل سپاه پاسداران، نام این یگان، برگرفته از نام صابرین در آیه ۶۵ سوره انفال است، که در این آیه به مؤمنان دستور داده می‌شود که «جهاد کنند و از تعداد کم ایشان در برابر کفار حتی اگر یک دهم آنها باشند، نهراسند، زیرا به واسطه ایمانشان، خدا یاور آنان است.»

## فرماندهان
یگان ویژه صابرین که برای اولین بار در سال ۱۳۷۹ با هدف انجام ماموریت‌های ویژه سپاه پاسداران تشکیل شد و نخستین فرمانده آن سرلشکر پاسدار محمدعلی جعفری؛ فرمانده وقت سپاه پاسداران بود. فرماندهان یگان ویژه صابرین از ابتدای تشکیل تاکنون (درجه فرماندهان در هنگام فرماندهی بر این یگان درج شده است):
- سرلشکر پاسدار محمدعلی جعفری
- سرتیپ‌دوم پاسدار مرتضی میریان
- سرتیپ‌دوم پاسدار امان‌الله گشتاسبی
- سرهنگ پاسدار محسن کریمی
- سرتیپ‌دوم پاسدار ابراهیم آتانی
- سرتیپ‌دوم پاسدار صادق محمودی[۱۲]